# Николсон, Уильям (фельдмаршал)
Уильям Николсон, 1-й барон Николсон (англ. William Nicholson, 1st Baron Nicholson; 5 июля 1779 — 10 декабря 1868) —  британский фельдмаршал.

## Биография
Родился в 1845 году в Лидсе младшим сыном в дворянской семье. Последовательно окончил гимназию Лидса и Королевскую военную академию в Вулидже (с отличием). Оттуда в 1865 году был выпущен лейтенантом в Корпус королевских инженеров. В 1868—71 Николсон участвовал в строительстве береговых укреплений на Барбадосе (остров в Карибском море — Вест-Индии), а затем был направлен в Ост-Индию, где строил казармы и каналы для нужд орошения в Хайдарабаде, Пешаваре и многих других местах. 
В 1878 году Николсон был произведён в капитаны и в том же году началось его участие во Второй англо-афганской войне. В качестве полевого инженера Николсон в течение двух лет принял участие в целом ряде сражений, в том числе в сражении при Кандагаре и за отличия три раза упоминался в донесениях командования в метрополию. После этого Николсон участвовал в подавлении восстания Махди в Судане, где за отличие был произведён в майоры. 
Направленный в 1885 году в Бенгалию, Николсон принял активное участие во Третьей англо-бирманской войне, за что в 1887 году был произведён в подполковники.
В 1890 году Николсон был назначен секретарём по военным делам лорда Робертса, главнокомандующего в Индии, а уже в следующем 1891 году был произведён в полковники и сделан кавалером ордена Бани. Затем занимал ряд ключевых военных  должностей в британской индийской администрации. Командор ордена Бани (1898). Генерал-адъютант Индии (1898—1901). 
В 1900 году Николсон сопровождал лорда Робертса в Южную Африку, где принял участие во  Второй англо-бурской войне. В 1901 году был произведён в генерал-лейтенанты.
В ходе Русско-японской войны Николсон служил главным военным атташе Великобритании при японской императорской армии, находился в Маньчжурии на театре боевых действий.
В 1908 году Николсон был назначен начальником британского Генерального штаба. В этом качестве принимал активное участие в реорганизации британской армии. Кавалер большого креста ордена Бани (1908). В 1911 году был произведён в фельдмаршалы, причём на момент производства, в отличие от многих других британских фельдмаршалов, находился на действительной службе.
Однако, уже в следующем 1912 году Николсон вышел в отставку и тогда же получил баронский титул, став 1-м бароном Николсоном. Тем не менее, в годы Первой мировой войны Николсон служил в Комитете обороны Империи в Лондоне. Одновременно, с 1916 года был шефом Корпуса королевских инженеров. Скончался в своём доме в Лондоне за два месяца до окончания войны.